# Reinach (famiglia)
La famiglia Reinach è una famiglia ebraica francese, originaria della Germania, il cui capostipite fu Jekel Reinach, notabile ebreo di Magonza nel XVIII secolo, i cui discendenti si stabilirono a Francoforte prima di emigrare in Francia. Nella sua discendenza vi sono, fra l'altro:
- Adolf Reinach (1814-1879), figlio del capostipite Jekel, console del Belgio in Germania. Nobilitato in Italia nel 1866, fu padre di: 
  - barone Jacob Adolphe Reinach, detto Jacques de Reinach (1840-1892), banchiere implicato nello scandalo di Panama;
  - Adolf Reinach (1883-1917), filosofo tedesco, esponente della fenomenologia di Monaco.
- Hermann-Joseph Reinach, figlio del capostipite Jekel. Stabilitosi a Parigi, e sposato con Julie Büding, ebbe tre figli soprannominati «les frères Je sais tout» («i fratelli "Io-so-tutto"») per la loro prodigiosa erudizione[1]:
  - Joseph Reinach (1856-1921), avvocato e giornalista, testimone nell'affare Dreyfus;
  - Salomon Reinach (1858-1932), archeologo e studioso di storia delle religioni;
  - Théodore Reinach (1860-1928), archeologo e matematico.

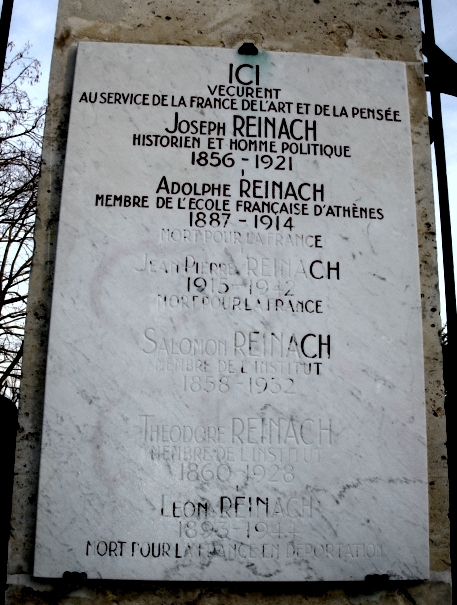
Lapide commemorativa in Rue Salomon Reinach a Saint-Germain-en-Laye